# Olefinplast
Olefinplast är en kategori av plaster som omfattar etenplaster, propenplast såsom polypropen och sampolymerer. Gruppen är baserad på en typ av kolväten som tidigare kallades olefiner, och har idag det systematiska namnet alkener. Alkener såsom eten och propen känns igen på deras dubbelbindningar som gör dem reaktionsbenägna. Olefinplasterna består av polyalkener.
Också t.ex. PVC, polystyren och t.o.m. vissa varianter av "polyester" hör samman med denna grupp. Även om monomererna inte är rena alkener utan innehåller funktionella grupper polymeriseras de på ett liknande sätt genom fri-radikalreaktioner mellan dubbelbindningarna.